# 박인철 (정치인)

박인철은 조선민주주의인민공화국의 정치인이다. 현재 조선직업총동맹 중앙위원장 및 최고인민회의 의장이다.

## 생애
최고인민회의 제14기 제8차 회의에서 최고인민회의 의장으로 보선되었다.